# Медляки
Медляки, или медляки настоящие (лат. Blaps) — род жесткокрылых из семейства чернотелок.
В старину медляков называли «вещателями» (см. Медляк-вещатель), так как бытовало суеверие о том, что появление этого жука предвещает несчастье.

## Описание
Задние лапки не сжаты. Брюшко самцов часто с рыжим пятном на границе первого и второго стернитов.

## Классификация
Род включает около 250 видов.

## Распространение
Встречается в Евразии от Европы до Японии и от юга Скандинавии до Северной Индии и Тайваня, а также на севере Африки до юга Сахары и севера Сомали.

## Галерея

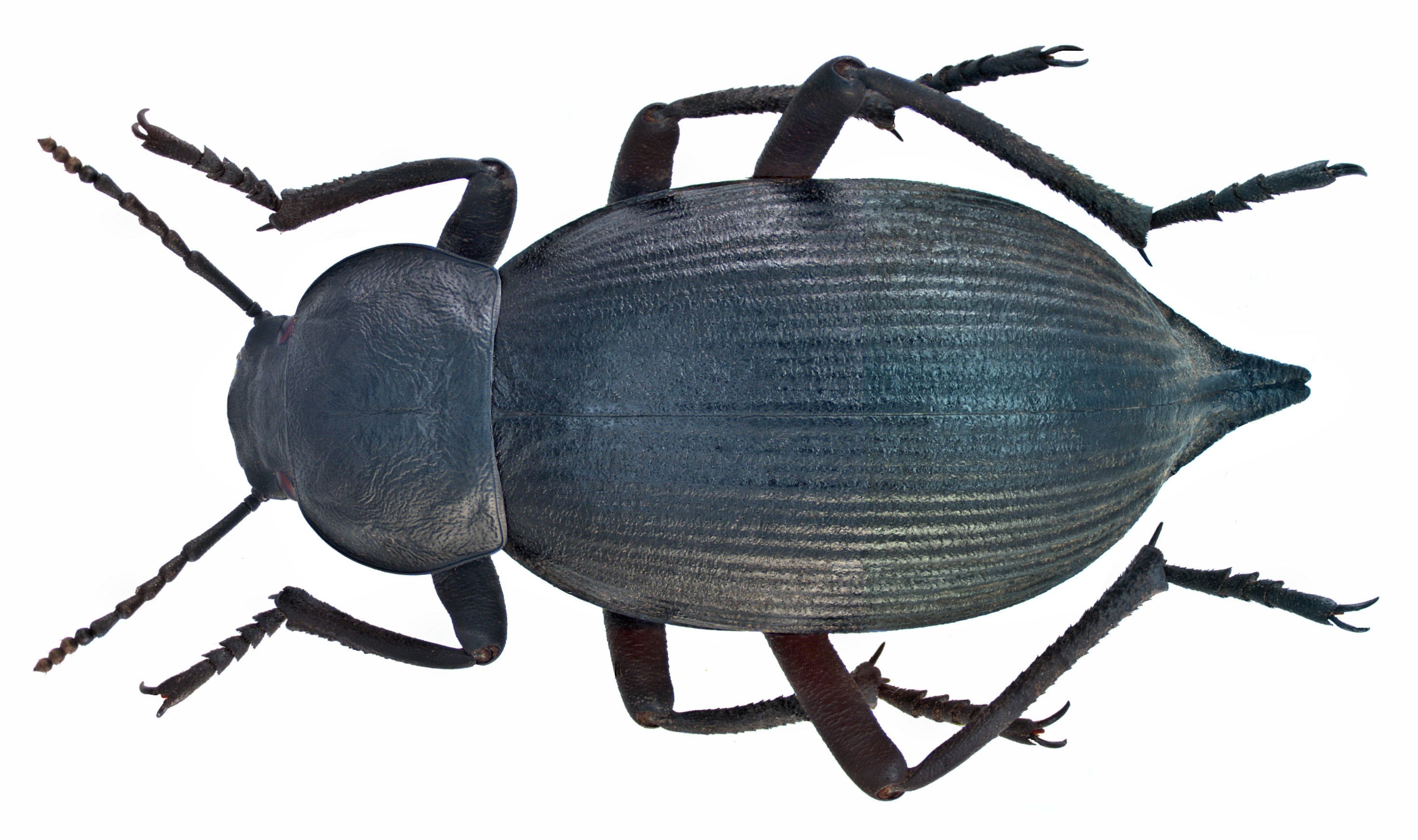
Blaps alternans
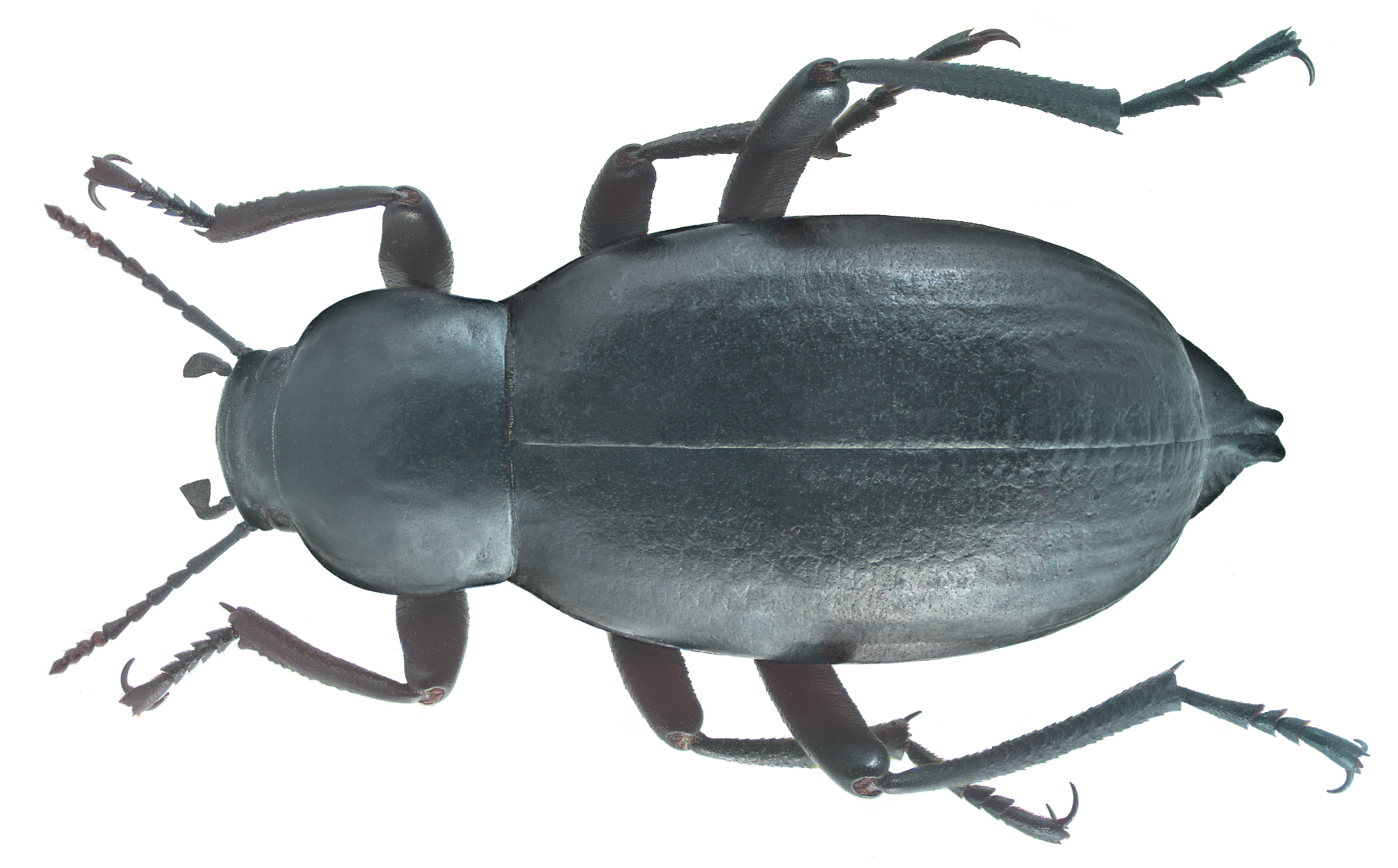
Blaps brachyura
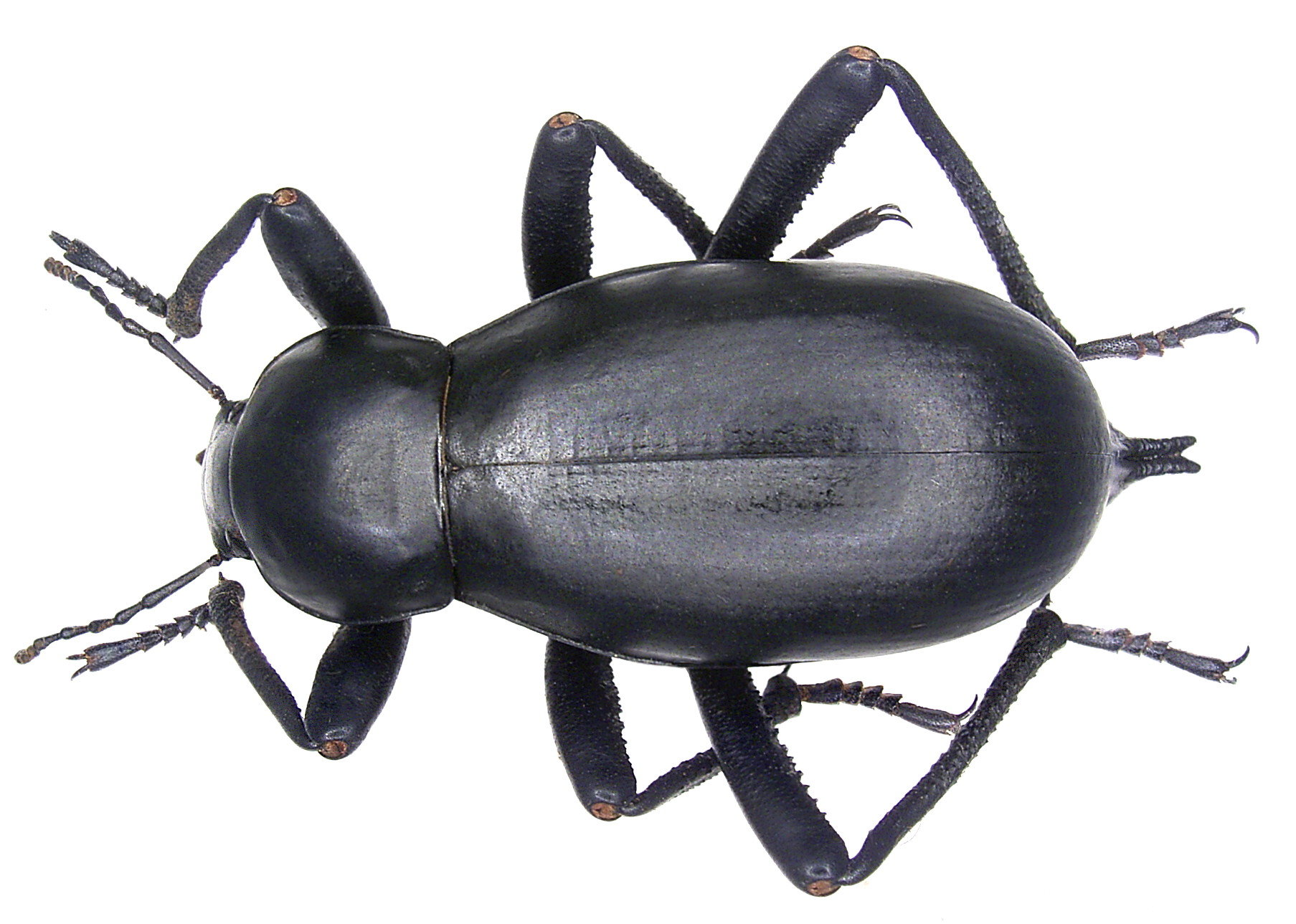
Blaps gigas
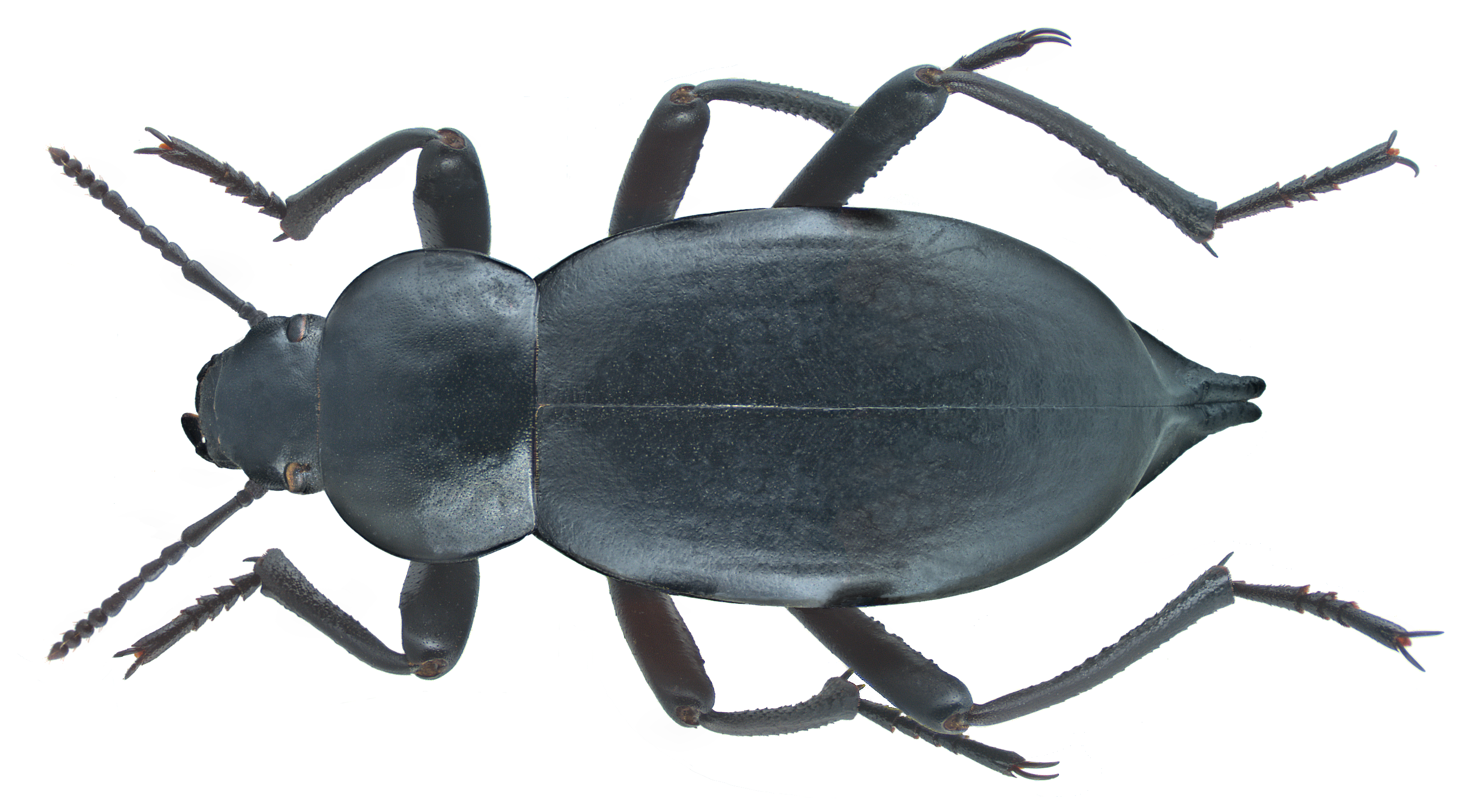
Blaps hispanica
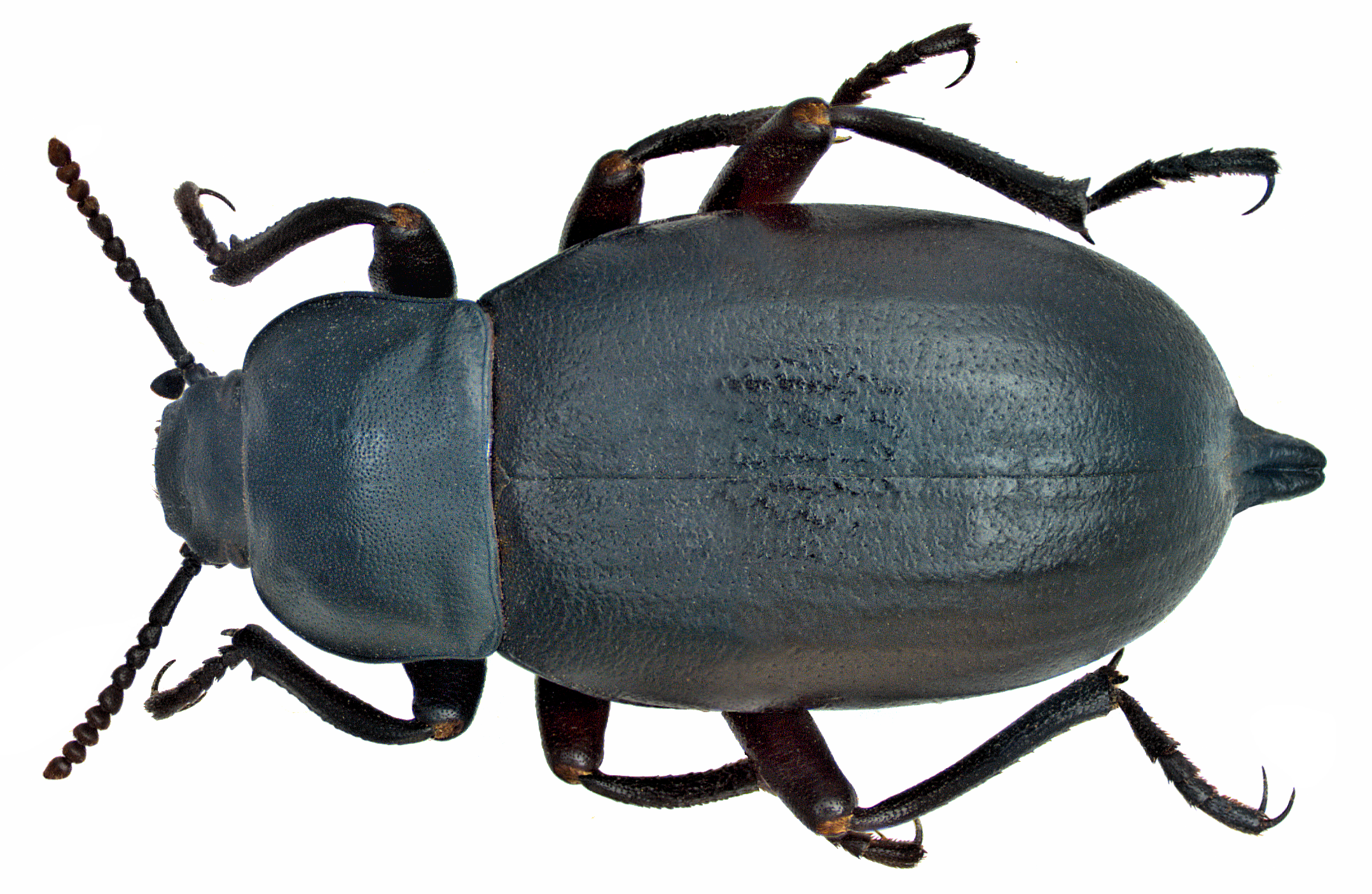
Blaps lethifera
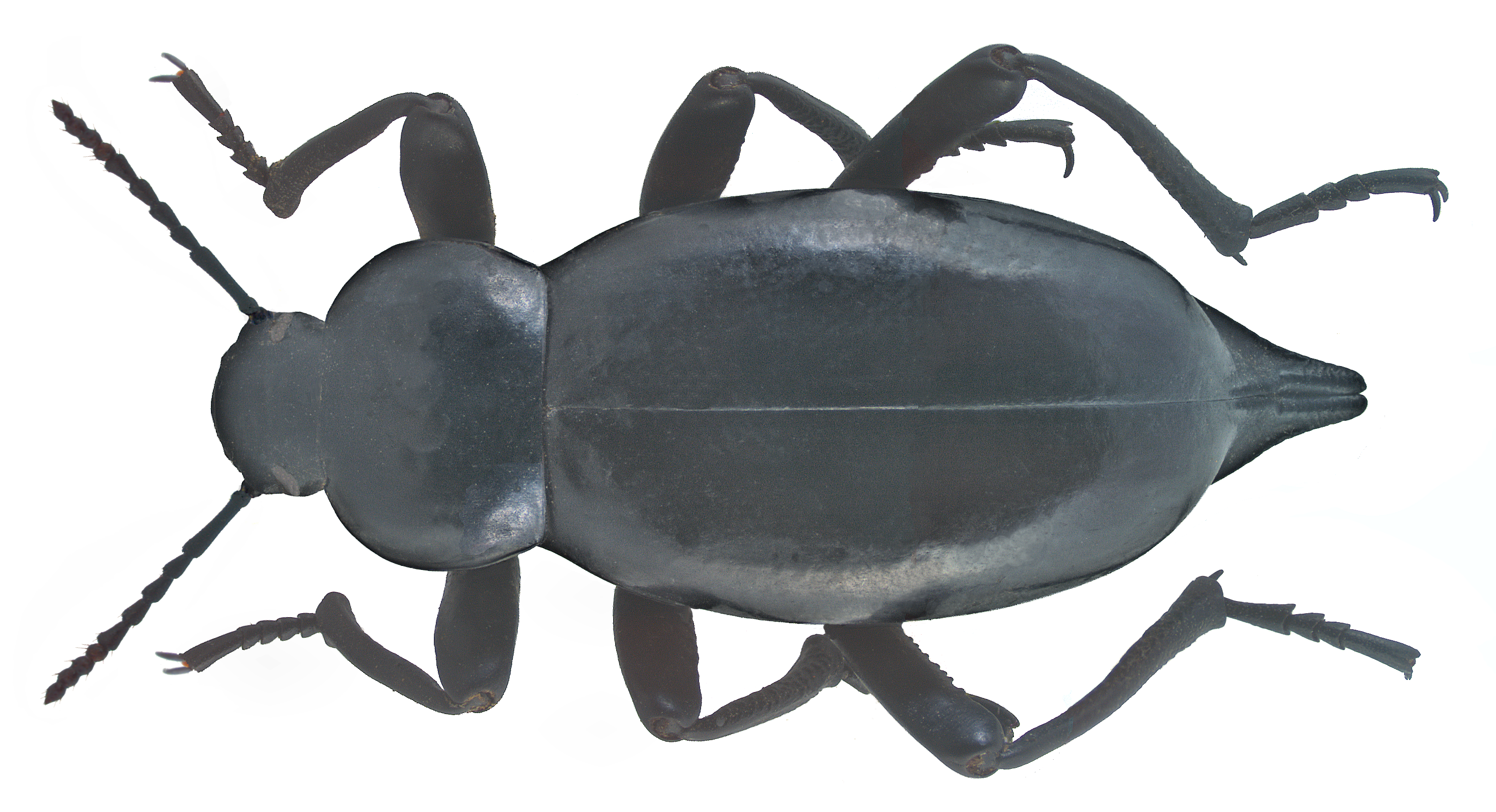
Blaps lusitanica
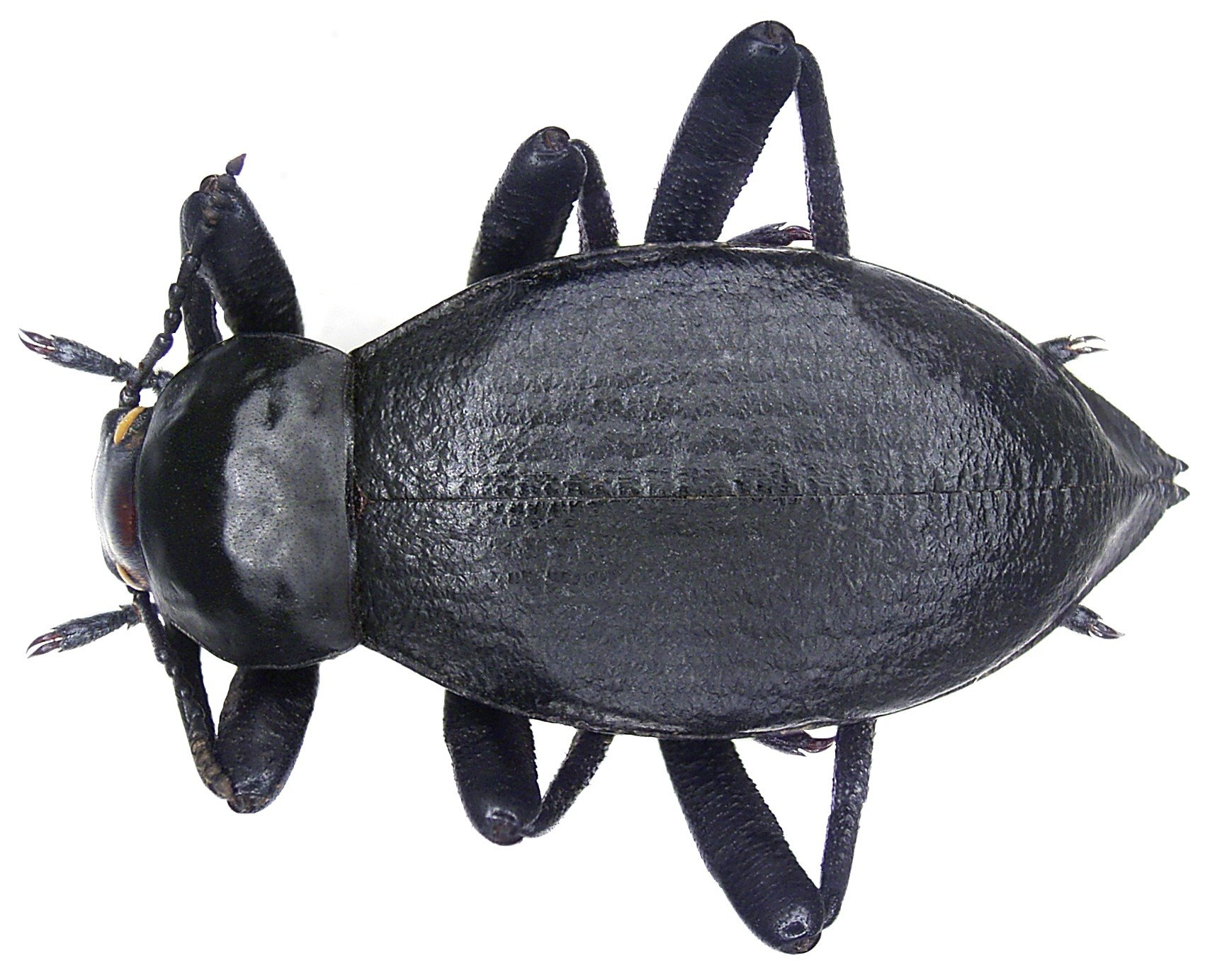
Blaps plana
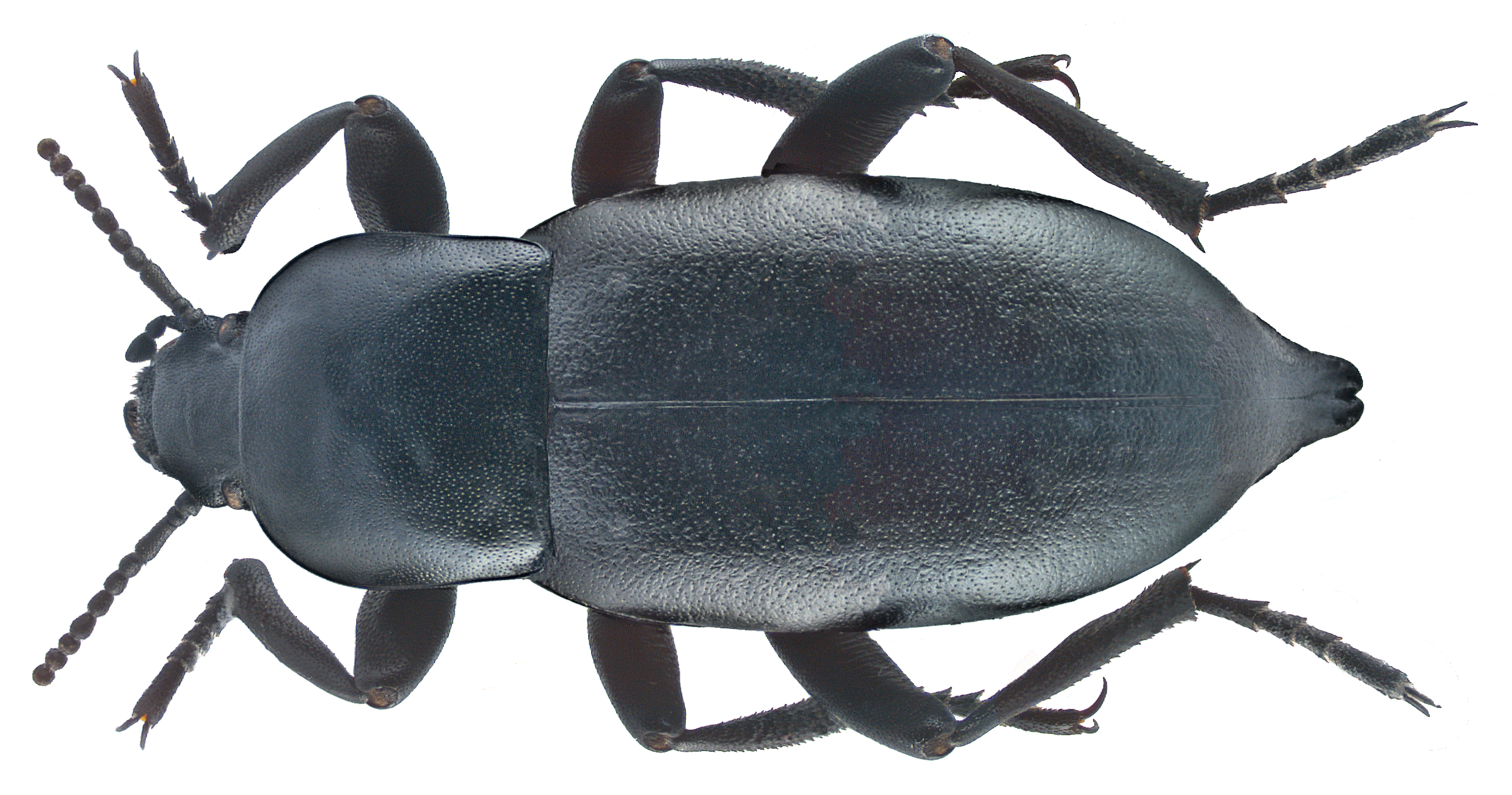
Blaps pterotapha